# 洲本市立大野小学校
洲本市立大野小学校（すもとしりつ おおのしょうがっこう）は、兵庫県洲本市大野にある公立小学校。

## 沿革
- 1878年 - 大野小学校創立
- 1964年 - プール竣工
- 2000年 - 校舎全面改装（耐震）
- 2006年 - 北運動場完成
- 2020年 - タブレット配布

## 年間行事
- 4月 - 入学式
- 9月 - 修学旅行・自然学校
- 10月 - 体育表現運動発表会
- 3月 - 卒業式

## 校区
- 大野、宇原、新村、金屋、木戸、前平、鮎屋[要出典]、池田、池内
  - ただし鮎屋地区は原則南あわじ市・洲本市小中学校組合立広田小学校に通学することになっている。

## 校歌
淡路富士（先山）が歌詞内にある。同校の敷地内でも先山を望むことができる。

## 校区が隣接している学校
- 洲本市立洲本第三小学校
- 洲本市立加茂小学校
- 南あわじ市・洲本市小中学校組合立広田小学校